# A Vasas SC 2007–2008-as szezonja
A Vasas SC 2007–2008-as szezonja szócikk a Vasas SC első számú férfi labdarúgócsapatának egy szezonjáról szól, mely sorozatban a 4., és összességében pedig a 80. szezonja a csapatnak. A klub fennállásának ekkor volt a 96. évfordulója.

## Mérkőzések
| Színmagyarázat | Színmagyarázat |
| -------------- | -------------- |
|                | Győzelem.      |
|                | Döntetlen.     |
|                | Vereség.       |

### Soproni Liga 2007–08

#### Őszi fordulók
| 1. forduló 2007. július 20. 19:00 |

| Vasas                                                            | 3 – 1               | FC Tatabánya                                        |
| ---------------------------------------------------------------- | ------------------- | --------------------------------------------------- |
| Németh 4' Kenesei 12' (11-esből) Odrobéna 78' Balog 42' Tóth 68' | (2 – 1) Jegyzőkönyv | Kriston 14' 46' Poleksić 10' Dienes 40' Megyesi 47' |

| Illovszky Rudolf Stadion, Budapest Nézőszám: 2 500 Játékvezető: Andó-Szabó Sándor (magyar) |

| 2. forduló 2007. július 30. 18:00 |

| Rákospalotai EAC                                   | 2 – 0               | Vasas    |
| -------------------------------------------------- | ------------------- | -------- |
| Madar 44' Kőhalmi 79' Erős 29' Cseri 33' Torma 84′ | (1 – 0) Jegyzőkönyv | Tóth 57' |

| Budai II László Stadion, Budapest Nézőszám: 1 200 Játékvezető: Mészáros István (magyar) |

| 3. forduló 2007. augusztus 4. 19:00 |

| Vasas                  | 2 – 0               | FC Sopron                                            |
| ---------------------- | ------------------- | ---------------------------------------------------- |
| Lázok 55' Somorjai 66' | (0 – 0) Jegyzőkönyv | Csikós 13' Fehér 37' Pintér 43' Sifter 76' Freud 90' |

| Illovszky Rudolf Stadion, Budapest Nézőszám: 2 500 Játékvezető: Arany Tamás (magyar) |

- A mérkőzést törölték és 3–0-val a Vasasnak került jóváírásra. A jegyzőkönyvből nem derülnek ki a gólszerzők.

| 4. forduló 2007. augusztus 11. 19:00 |

| FC Fehérvár                                                                     | 5 – 2               | Vasas                                                                                   |
| ------------------------------------------------------------------------------- | ------------------- | --------------------------------------------------------------------------------------- |
| Sitku 7' 33' (11-esből) Dajić 24' Farkas 60' 45' Božić 76' Nagy 45' Horváth 83' | (3 – 1) Jegyzőkönyv | Rebryk 29' Lázok 83' (11-esből) Balog 15' Pavičević 21' Kovács 32′ Kincses 43' Kiss 90' |

| Sóstói Stadion, Székesfehérvár Nézőszám: 1 500 Játékvezető: Solymosi Péter (magyar) |

| 5. forduló 2007. augusztus 20. 18:00 |

| Vasas                                     | 3 – 2               | Paksi FC                                                                     |
| ----------------------------------------- | ------------------- | ---------------------------------------------------------------------------- |
| Németh 70' Lázok 83' Tandari 88' Tóth 75′ | (0 – 1) Jegyzőkönyv | Heffler 40' 85' Horváth F. 65' Horváth S. 18' Molnár 51' Böde 70' Márkus 78' |

| Illovszky Rudolf Stadion, Budapest Nézőszám: 1 000 Játékvezető: Iványi Zoltán (magyar) |

| 6. forduló 2007. augusztus 27. 18:00 |

| Újpest     | 1 – 1               | Vasas                   |
| ---------- | ------------------- | ----------------------- |
| Kovács 62' | (0 – 0) Jegyzőkönyv | Tandari 66' B. Tóth 58' |

| Szusza Ferenc Stadion, Budapest Nézőszám: 3 596 Játékvezető: Arany Tamás (magyar) |

| 7. forduló 2007. augusztus 31. 19:00 |

| Vasas | 0 – 0               | Diósgyőr                          |
| ----- | ------------------- | --------------------------------- |
|       | (0 – 0) Jegyzőkönyv | Katona 63' Vitelki 68' Farkas 78' |

| Illovszky Rudolf Stadion, Budapest Nézőszám: 1 500 Játékvezető: Veizer Roland (magyar) |

| 8. forduló 2007. szeptember 14. 19:00 |

| Debreceni VSC                          | 2 – 0               | Vasas                                   |
| -------------------------------------- | ------------------- | --------------------------------------- |
| Komlósi 43' 48' Kerekes 88' Takács 29' | (1 – 0) Jegyzőkönyv | Tandari 41' Pavičević 28′, 50′ Tóth 70' |

| Oláh Gábor utcai stadion, Debrecen Nézőszám: 5 000 Játékvezető: Berger József (magyar) |

| 9. forduló 2007. szeptember 24. 18:00 |

| Vasas            | 0 – 0               | BFC Siófok                 |
| ---------------- | ------------------- | -------------------------- |
| Unierzyski 90+1′ | (0 – 0) Jegyzőkönyv | Csopaki 74' Miklósvári 86' |

| Illovszky Rudolf Stadion, Budapest Nézőszám: 500 Játékvezető: Szabó Zsolt (magyar) |

| 10. forduló 2007. szeptember 28. 19:00 |

| Zalaegerszegi TE                                                | 3 – 3               | Vasas                                                                 |
| --------------------------------------------------------------- | ------------------- | --------------------------------------------------------------------- |
| Méyé 15' 76' (11-esből) Tóth 67' (11-esből) Molnár 8' Vulin 43' | (1 – 1) Jegyzőkönyv | Tóth 26' 84' Sowunmi 81' Németh 42' B. Tóth 77' Balog 88' Lázok 90+4' |

| ZTE Aréna, Zalaegerszeg Nézőszám: 2 200 Játékvezető: Mészáros István (magyar) |

| 11. forduló 2007. október 8. 18:00 |

| Vasas                        | 0 – 3               | MTK Budapest              |
| ---------------------------- | ------------------- | ------------------------- |
| Pavičević 72' Unierzyski 75′ | (0 – 2) Jegyzőkönyv | Kulcsár 9' 41' Pátkai 62' |

| Illovszky Rudolf Stadion, Budapest Nézőszám: 2 000 Játékvezető: Fábián Mihály (magyar) |

| 12. forduló 2007. október 20. 18:00 |

| Kaposvári Rákóczi                | 1 – 0               | Vasas              |
| -------------------------------- | ------------------- | ------------------ |
| Oláh 57' Grúz 64' Zahorecz 90+3' | (0 – 0) Jegyzőkönyv | Tóth 47' Mundi 53' |

| Rákóczi Stadion, Kaposvár Nézőszám: 2 000 Játékvezető: Bede Ferenc (magyar) |

| 13. forduló 2007. november 2. 19:00 |

| Vasas                  | 0 – 2               | Budapest Honvéd             |
| ---------------------- | ------------------- | --------------------------- |
| Pandur 45' Kincses 65' | (0 – 0) Jegyzőkönyv | Abraham 50' Hercegfalvi 71' |

| Illovszky Rudolf Stadion, Budapest Nézőszám: 4 000 Játékvezető: Iványi Zoltán (magyar) |

| 14. forduló 2007. november 10. 16:00 |

| Vasas                 | 1 – 1               | Győri ETO  |
| --------------------- | ------------------- | ---------- |
| Németh 84' (11-esből) | (0 – 0) Jegyzőkönyv | Koltai 79' |

| Illovszky Rudolf Stadion, Budapest Nézőszám: 1 000 Játékvezető: Kassai Viktor (magyar) |

| 15. forduló 2007. november 24. 13:00 |

| Nyíregyháza Spartacus                                | 2 – 1               | Vasas                            |
| ---------------------------------------------------- | ------------------- | -------------------------------- |
| Szilágyi 30' Montvai 82' Perényi 84' Miskolczi 90+2′ | (1 – 1) Jegyzőkönyv | Németh 39' Tóth 88' Pandur 90+2′ |

| Nyíregyháza Városi Stadion, Nyíregyháza Nézőszám: 3 000 Játékvezető: Vad II. István (magyar) |

#### Tavaszi fordulók
| 16. forduló 2008. február 23. 16:00 |

| FC Tatabánya                          | 0 – 2               | Vasas                                        |
| ------------------------------------- | ------------------- | -------------------------------------------- |
| Juan Pérez 24′ Dienes 71' Megyesi 81' | (0 – 1) Jegyzőkönyv | Németh 10' Lázok 70' Pavičević 39' Divić 65' |

| BVSC Stadion, Budapest Nézőszám: 600 Játékvezető: Szilasi Szabolcs (magyar) |

| 17. forduló 2008. március 3. 18:00 |

| Vasas                                                                | 2 – 1               | Soproni REAC                             |
| -------------------------------------------------------------------- | ------------------- | ---------------------------------------- |
| Piller 9' Divić 59' Unierzyski 40' Lázok 41' Tóth A. 56' Tóth B. 83' | (1 – 0) Jegyzőkönyv | Torma 62' Cseri 30′ Erős 42' Kapcsos 50' |

| Illovszky Rudolf Stadion, Budapest Nézőszám: 2 000 Játékvezető: Szabó Zsolt (magyar) |

| 18. forduló 2008. március 8. |

| FC Sopron | 0 – 3               | Vasas |
| --------- | ------------------- | ----- |
|           | (0 – 0) Jegyzőkönyv |       |

| Káposztás utcai Stadion, Sopron |

- A mérkőzést törölték és 3–0-val a Vasasnak került jóváírásra.

| 19. forduló 2008. március 15. 16:00 |

| Vasas                 | 1 – 2               | FC Fehérvár                                                               |
| --------------------- | ------------------- | ------------------------------------------------------------------------- |
| Németh 62' (11-esből) | (0 – 1) Jegyzőkönyv | Sitku 41' (11-esből) Koller 87' Lázár 45' Nagy 56' Horváth 71' Sifter 82' |

| Illovszky Rudolf Stadion, Budapest Nézőszám: 2 500 Játékvezető: Veizer Roland (magyar) |

| 20. forduló 2008. március 22. 16:00 |

| Paksi FC                                  | 3 – 0               | Vasas             |
| ----------------------------------------- | ------------------- | ----------------- |
| Böde 25' Zováth 53' Tököli 75' (11-esből) | (1 – 0) Jegyzőkönyv | Tóth 65′ Füzi 85′ |

| Fehérvári úti stadion, Paks Nézőszám: 1 500 Játékvezető: Arany Tamás (magyar) |

| 21. forduló 2008. március 31. 18:00 |

| Vasas                                | 0 – 1               | Újpest        |
| ------------------------------------ | ------------------- | ------------- |
| Piller 22' Nikolić 40' Pavičević 57' | (0 – 0) Jegyzőkönyv | Tisza 66' 81' |

| Illovszky Rudolf Stadion, Budapest Nézőszám: 3 000 Játékvezető: Fábián Mihály (magyar) |

| 22. forduló 2008. április 5. 19:00 |

| Diósgyőr                                                         | 4 – 5               | Vasas                                                                               |
| ---------------------------------------------------------------- | ------------------- | ----------------------------------------------------------------------------------- |
| Honma 21' Simon 44' Lipusz 89' Elek 90' Martínez 75' Köteles 82′ | (2 – 2) Jegyzőkönyv | Kincses 26' Pavičević 41' 72' Sowunmi 59' Németh 74' 83' (11-esből) Jovánczai 90+1' |

| DVTK-stadion, Miskolc Nézőszám: 4 500 Játékvezető: Kassai Viktor (magyar) |

| 23. forduló 2008. április 11. 19:00 |

| Vasas                                             | 0 – 3               | Debreceni VSC                                      |
| ------------------------------------------------- | ------------------- | -------------------------------------------------- |
| Pavičević 22' Németh 69' Tóth 82′, 83′ Piller 86' | (0 – 2) Jegyzőkönyv | Kouemaha 9' Leandro 24' Czvitkovics 71' Huszák 34' |

| Illovszky Rudolf Stadion, Budapest Nézőszám: 1 500 Játékvezető: Iványi Zoltán (magyar) |

| 24. forduló 2008. április 19. 19:00 |

| BFC Siófok                                               | 1 – 3               | Vasas                                                          |
| -------------------------------------------------------- | ------------------- | -------------------------------------------------------------- |
| Gajda 72' Sütő 27' Ambrus 76′ Forgács 78' Magasföldi 88' | (0 – 2) Jegyzőkönyv | Németh N. 1' (11-esből) 13' Lázok 77' (11-esből) Németh G. 72' |

| Révész Géza utcai stadion, Siófok Nézőszám: 300 Játékvezető: Király Krisztián (magyar) |

| 25. forduló 2008. április 25. 19:00 |

| Vasas                                    | 1 – 0               | Zalaegerszegi TE              |
| ---------------------------------------- | ------------------- | ----------------------------- |
| Kincses 63' 63' Balog 41' Unierzyski 68' | (0 – 0) Jegyzőkönyv | Vlaszák 8' Pekič 85' Máté 86' |

| Illovszky Rudolf Stadion, Budapest Nézőszám: 1 000 Játékvezető: Sulyok Gergely (magyar) |

| 26. forduló 2008. május 3. 15:00 |

| MTK Budapest | 0 – 2               | Vasas                                    |
| ------------ | ------------------- | ---------------------------------------- |
|              | (0 – 0) Jegyzőkönyv | Pavičević 61' 45' Divić 90+2' Németh 68' |

| Hidegkuti Nándor Stadion, Budapest Nézőszám: 1 000 Játékvezető: Kassai Viktor (magyar) |

| 27. forduló 2008. május 10. 19:00 |

| Vasas     | 1 – 2               | Kaposvári Rákóczi                              |
| --------- | ------------------- | ---------------------------------------------- |
| Lázok 33' | (1 – 1) Jegyzőkönyv | André Alves 17' (11-esből) Oláh 67' Maróti 15' |

| Illovszky Rudolf Stadion, Budapest Nézőszám: 1 500 Játékvezető: Németh Ádám (magyar) |

| 28. forduló 2008. május 19. 18:00 |

| Budapest Honvéd                         | 0 – 1               | Vasas                             |
| --------------------------------------- | ------------------- | --------------------------------- |
| Takács 16' Benjamin 42' Smiljanić 90+2' | (0 – 1) Jegyzőkönyv | Pandur 25' Pavičević 13' Tóth 72' |

| Bozsik József Stadion, Budapest Nézőszám: 1 500 Játékvezető: Vad II. István (magyar) |

| 29. forduló 2008. május 25. 18:00 |

| Győri ETO                     | 2 – 1               | Vasas                 |
| ----------------------------- | ------------------- | --------------------- |
| Bajzát 65' Józsi 89' Jäkl 56' | (0 – 0) Jegyzőkönyv | Németh 58' Piller 61' |

| ETO Park, Győr Nézőszám: 4 000 Játékvezető: Berger József (magyar) |

| 30. forduló 2008. május 30. 19:00 |

| Vasas                           | 3 – 1               | Nyíregyháza Spartacus                           |
| ------------------------------- | ------------------- | ----------------------------------------------- |
| Lázok 53' Pandur 70' Németh 90' | (0 – 1) Jegyzőkönyv | Lippai 45' (11-esből) Hegedűs 68' Lăzăreanu 70' |

| Illovszky Rudolf Stadion, Budapest Nézőszám: 2 000 Játékvezető: Iványi Zoltán (magyar) |

#### A bajnokság végeredménye
|    | Csapat                | Játszott | Gy | D  | V  | LG | KG | GK  | Pont |
| -- | --------------------- | -------- | -- | -- | -- | -- | -- | --- | ---- |
| 1  | MTK Budapest          | 30       | 20 | 6  | 4  | 65 | 22 | +43 | 66   |
| 2  | Debreceni VSC         | 30       | 19 | 7  | 4  | 67 | 27 | +40 | 64   |
| 3  | Győri ETO             | 30       | 17 | 9  | 4  | 66 | 34 | +32 | 60   |
| 4  | Újpest                | 30       | 16 | 7  | 7  | 57 | 40 | +17 | 55   |
| 5  | FC Fehérvár           | 30       | 17 | 3  | 10 | 48 | 32 | +16 | 54   |
| 6  | Kaposvári Rákóczi     | 30       | 15 | 8  | 7  | 50 | 37 | +13 | 53   |
| 7  | Zalaegerszegi TE      | 30       | 13 | 7  | 10 | 55 | 39 | +15 | 46   |
| 8  | Budapest Honvéd       | 30       | 12 | 7  | 11 | 45 | 36 | +11 | 43   |
| 9  | Nyíregyháza Spartacus | 30       | 12 | 6  | 12 | 36 | 36 | 0   | 42   |
| 10 | Vasas                 | 30       | 12 | 5  | 13 | 42 | 45 | –3  | 41   |
| 11 | Paksi FC              | 30       | 10 | 9  | 11 | 53 | 50 | +3  | 39   |
| 12 | Rákospalotai EAC      | 30       | 8  | 9  | 13 | 44 | 58 | –14 | 33   |
| 13 | BFC Siófok            | 30       | 7  | 8  | 15 | 36 | 46 | –10 | 29   |
| 14 | Diósgyőr              | 30       | 5  | 13 | 12 | 45 | 63 | –18 | 28   |
| 15 | FC Tatabánya¹         | 30       | 3  | 4  | 23 | 37 | 92 | –55 | 13   |
| 16 | FC Sopron²            | törölve  |    |    |    |    |    |     |      |

* Gy: Győzelem D: Döntetlen V: Vereség LG: Lőtt gól KG: Kapott gól GK: Gólkülönbség
|  | A Bajnokok Ligája selejtezőjének második körébe jut     |
|  | Az UEFA-kupa selejtezőjének első fordulójába jut        |
|  | UEFA Intertotó Kupa selejtezőjének első fordulójába jut |
|  | Kiesők                                                  |

¹Az FC Tatabánya a 2008/09-es bajnokságra nem kért licencet.

²Jogerős licencmegvonás, és így kizárva a bajnokságból.

#### Az eredmények összesítése
Az alábbi táblázatban összesítve szerepelnek a Vasas SC 2007/08-as bajnokságban elért eredményei.
| Ősz/tavasz (forduló)    | Otthon | Otthon | Otthon | Otthon | Otthon | Otthon | Otthon | Idegenben | Idegenben | Idegenben | Idegenben | Idegenben | Idegenben | Idegenben |
| Ősz/tavasz (forduló)    | M      | GY     | D      | V      | LG–KG  | GK     | P      | M         | GY        | D         | V         | LG–KG     | GK        | P         |
| ----------------------- | ------ | ------ | ------ | ------ | ------ | ------ | ------ | --------- | --------- | --------- | --------- | --------- | --------- | --------- |
| Őszi szezon (1–15.)     | 8      | 3      | 3      | 2      | 10–9   | +1     | 12     | 7         | 0         | 2         | 5         | 7–16      | –9        | 2         |
| Tavaszi szezon (16–30.) | 7      | 3      | 0      | 4      | 8–10   | –2     | 9      | 8         | 6         | 0         | 2         | 17–10     | +7        | 18        |
| Összesen (1–30.)        | 15     | 6      | 3      | 6      | 18–19  | –1     | 21     | 15        | 6         | 2         | 7         | 24–26     | –2        | 20        |

#### Helyezések fordulónként
| Forduló  | 1  | 2 | 3  | 4 | 5  | 6 | 7 | 8  | 9 | 10 | 11 | 12 | 13 | 14 | 15 | 16 | 17 | 18 | 19 | 20 | 21 | 22 | 23 | 24 | 25 | 26 | 27 | 28 | 29 | 30 |
| -------- | -- | - | -- | - | -- | - | - | -- | - | -- | -- | -- | -- | -- | -- | -- | -- | -- | -- | -- | -- | -- | -- | -- | -- | -- | -- | -- | -- | -- |
| Helyszín | O  | I | O  | I | O  | I | O | I  | O | I  | O  | I  | O  | O  | I  | I  | O  | I  | O  | I  | O  | I  | O  | I  | O  | I  | O  | I  | I  | O  |
| Eredmény | GY | V | GY | V | GY | D | D | V  | D | D  | V  | V  | V  | D  | V  | GY | GY | GY | V  | V  | V  | GY | V  | GY | GY | GY | V  | GY | V  | GY |
| Helyezés | 3  | 8 | 6  | 7 | 6  | 6 | 8 | 10 | 9 | 10 | 11 | 11 | 11 | 11 | 13 | 10 | 10 | 10 | 10 | 10 | 10 | 10 | 10 | 10 | 10 | 10 | 10 | 9  | 10 | 9  |

Helyszín: O = Otthon; I = Idegenben. Eredmény: GY = Győzelem; D = Döntetlen; V = Vereség.

### Magyar kupa
| 3. forduló 2007. szeptember 5. 17:00 |

| FC Hatvan         | 0 – 10              | Vasas                                                                                     |
| ----------------- | ------------------- | ----------------------------------------------------------------------------------------- |
| Nagy 52' Tóth 84' | (0 – 5) Jegyzőkönyv | Kiss 5' Németh 55' 58' Lázok 25' 40' Tandari 37' 52' Rebryk 35' 69' Kincses 83' Mundi 78' |

| Játékvezető: Takács János (magyar) |

| 4. forduló 2007. szeptember 26. 15:00 |

| Cigánd SE              | 0 – 5               | Vasas                                                          |
| ---------------------- | ------------------- | -------------------------------------------------------------- |
| Janikó 18' Ocsenás 30' | (0 – 3) Jegyzőkönyv | Skita 9' 86' Sowunmi 33' 38' Szűcs 76' Kiss M. 29' Kiss K. 68' |

| Játékvezető: Veizer Roland (magyar) |

| 5. forduló Első mérkőzés 2007. október 24. 14:30 |

| Putnok VSE           | 1 – 3               | Vasas                                                                  |
| -------------------- | ------------------- | ---------------------------------------------------------------------- |
| Sápi 2' 59' Buku 60' | (1 – 2) Jegyzőkönyv | Németh 20' 42' Lázok 38' Rebryk 85' Pavičević 28' Kincses 43' Tóth 53' |

| Játékvezető: Veizer Roland (magyar) |

| 5. forduló Visszavágó 2007. november 7. 17:00 |

| Vasas                                | 3 – 1               | Putnok VSE                    |
| ------------------------------------ | ------------------- | ----------------------------- |
| Rebryk 19' 73' Pandur 79' Németh 86' | (1 – 1) Jegyzőkönyv | Lázár 14' Buku 87' Márkus 87′ |

| Illovszky Rudolf Stadion, Budapest Játékvezető: Kulcsár Katalin (magyar) |

| Negyeddöntő Első mérkőzés 2008. március 19. 17:00 |

| DAC 1912 FC                                               | 0 – 1               | Vasas     |
| --------------------------------------------------------- | ------------------- | --------- |
| Pásztor 46' Bisoye 57' Szabadfi 78' Csikós 88' Czanik 90′ | (0 – 1) Jegyzőkönyv | Németh 9' |

| Győr Játékvezető: Mészáros István (magyar) |

| Negyeddöntő Visszavágó 2008. március 25. 17:00 |

| Vasas       | 1 – 2               | DAC 1912 FC            |
| ----------- | ------------------- | ---------------------- |
| Sowunmi 61' | (0 – 1) Jegyzőkönyv | Ludánszki 22' Laki 75' |

| Illovszky Rudolf Stadion, Budapest Játékvezető: Szilasi Szabolcs (magyar) |

- Idegenben lőtt több góllal a DAC 1912 FC jutott tovább.

### Ligakupa

#### Őszi csoportkör (C csoport)
| 1. forduló 2007. augusztus 15. 17:00 |

| Nyíregyháza Spartacus                         | 4 – 0               | Vasas                  |
| --------------------------------------------- | ------------------- | ---------------------- |
| Menougong 3' 48' 64' Szilágyi 20' Minczér 80' | (2 – 0) Jegyzőkönyv | Tandari 57' Rebryk 87' |

| Nyíregyháza Városi Stadion, Nyíregyháza Játékvezető: Berger József (magyar) |

| 2. forduló 2007. augusztus 22. 16:00 |

| Vasas                                                              | 3 – 0               | Diósgyőr |
| ------------------------------------------------------------------ | ------------------- | -------- |
| Rebryk 6' Skita 14' Bükszegi 24' Balogh 53' Pandur 60' Tandari 87' | (3 – 0) Jegyzőkönyv |          |

| Illovszky Rudolf Stadion, Budapest Játékvezető: Erdős József (magyar) |

| 3. forduló 2007. szeptember 9. 18:00 |

| Debreceni VSC                         | 3 – 0               | Vasas                         |
| ------------------------------------- | ------------------- | ----------------------------- |
| Kerekes 54' Sidibe 60' Takács 80' 81' | (0 – 0) Jegyzőkönyv | Rebryk 26' Kiss 30' Balog 40' |

| Oláh Gábor utcai stadion, Debrecen Játékvezető: Fábián Mihály (magyar) |

| 4. forduló 2007. szeptember 19. 19:00 |

| Vasas                | 1 – 1               | Debreceni VSC           |
| -------------------- | ------------------- | ----------------------- |
| Mundi 22' Piller 67' | (1 – 0) Jegyzőkönyv | Kouemaha 76' Nagy 90+1' |

| Illovszky Rudolf Stadion, Budapest Játékvezető: Solymosi Péter (magyar) |

| 5. forduló 2007. október 3. 17:00 |

| Vasas      | 0 – 1               | Nyíregyháza Spartacus             |
| ---------- | ------------------- | --------------------------------- |
| Rebryk 53' | (0 – 0) Jegyzőkönyv | Rojas 74' Miskolczi 44' Zabos 53' |

| Illovszky Rudolf Stadion, Budapest Játékvezető: Arany Tamás (magyar) |

| 6. forduló 2007. október 10. 18:00 |

| Diósgyőr              | 2 – 1               | Vasas       |
| --------------------- | ------------------- | ----------- |
| Ebala 39' Bessong 43' | (2 – 1) Jegyzőkönyv | Sowunmi 21' |

| DVTK-stadion, Miskolc Játékvezető: Iványi Zoltán (magyar) |

#### A C csoport végeredménye
| Csapat                | M | Gy | D | V | G+ | G– | Gk | P  |
| --------------------- | - | -- | - | - | -- | -- | -- | -- |
| Debreceni VSC         | 6 | 3  | 2 | 1 | 10 | 6  | +4 | 11 |
| Diósgyőr              | 6 | 3  | 1 | 2 | 6  | 6  | 0  | 10 |
| Nyíregyháza Spartacus | 6 | 3  | 0 | 3 | 8  | 6  | +2 | 9  |
| Vasas                 | 6 | 1  | 1 | 4 | 5  | 11 | –6 | 4  |

#### Tavaszi csoportkör (D csoport)
| 1. forduló 2007. december 1. 13:00 |

| Diósgyőr                  | 3 – 0               | Vasas |
| ------------------------- | ------------------- | ----- |
| Lipusz 50' 75' Huszák 56' | (0 – 0) Jegyzőkönyv |       |

| DVTK-stadion, Miskolc Játékvezető: Veizer Roland (magyar) |

| 2. forduló 2007. december 5. 18:00 |

| MTK Budapest           | 3 – 2               | Vasas              |
| ---------------------- | ------------------- | ------------------ |
| Bori 11' Kanta 70' 73' | (1 – 0) Jegyzőkönyv | Mundi 76' Zeal 88' |

| Hidegkuti Nándor Stadion, Budapest Játékvezető: Bognár Tamás (magyar) |

| 3. forduló 2007. december 8. 13:00 |

| Vasas      | 0 – 7               | Újpest                                                                                                |
| ---------- | ------------------- | --- |
| Pandur 26' | (0 – 3) Jegyzőkönyv | Foxi 8' Kovács 18' Moldovan 29' Vermes 62' Korcsmár 69' Nagy 78' Balog 87' (öngól) Böjte 7' Tisza 13' |

| Illovszky Rudolf Stadion, Budapest Játékvezető: Mészáros István (magyar) |

| 4. forduló 2008. február 16. 13:00 |

| Vasas                        | 1 – 1               | MTK Budapest          |
| ---------------------------- | ------------------- | --------------------- |
| Németh 58' 47' Pavičević 89' | (0 – 0) Jegyzőkönyv | Kanta 75' Kulcsár 59' |

| Budafok Játékvezető: Bede Ferenc (magyar) |

| 5. forduló 2008. február 19. 13:00 |

| Vasas                             | 4 – 1               | Diósgyőr    |
| --------------------------------- | ------------------- | ----------- |
| Piller 13' 60' Divić 23' Kiss 35' | (3 – 0) Jegyzőkönyv | Vitelki 54' |

| Budapest Játékvezető: Arany Tamás (magyar) |

| 6. forduló 2008. február 27. 18:00 |

| Újpest                           | 1 – 2               | Vasas                                     |
| -------------------------------- | ------------------- | ----------------------------------------- |
| Györök 20' Regedei 27' Fűzfa 51' | (1 – 0) Jegyzőkönyv | Lázok 51' 56' Unierzyski 19' Issiémou 67' |

| Szusza Ferenc Stadion, Budapest Játékvezető: Takács János (magyar) |

#### A D csoport végeredménye
| Csapat       | M | Gy | D | V | G+ | G– | Gk | P  |
| ------------ | - | -- | - | - | -- | -- | -- | -- |
| MTK Budapest | 6 | 4  | 2 | 0 | 12 | 6  | +6 | 14 |
| Újpest       | 6 | 3  | 0 | 3 | 14 | 9  | +5 | 9  |
| Vasas        | 6 | 2  | 1 | 3 | 9  | 16 | –7 | 7  |
| Diósgyőr     | 6 | 1  | 1 | 4 | 8  | 12 | –4 | 4  |

## Külső hivatkozások
- A csapat hivatalos honlapja (magyarul)
- A Magyar Labdarúgó Szövetség honlapja, adatbankja (magyarul)